# Sentencia contra una mujer
Sentencia contra una mujer es una película española de 1960, del género wéstern, dirigida por Antonio Isasi-Isasmendi y con guion coescrito por él mismo basado en la novela Testamento en la Montaña de Manuel Arce.

## Sinopsis
Dos forajidos secuestran a un rico terrateniente con la idea de que su mujer pague el rescate que le exigirán.

## Reparto
- Emma Penella
- Antonio Molino Rojo
- José Guardiola
- Carlos Otero

## Premios y nominaciones
Medallas del Círculo de Escritores Cinematográficos
| Año  | Categoría    | Nominación   | Resultado |
| ---- | ------------ | ------------ | --------- |
| 1961 | Mejor actriz | Emma Penella | Ganadora  |